# Te Wharau or Stony (rivière)
La rivière Te Wharau ou Stony   (en anglais : Te Wharau ou Stony River) est un cours d’eau de la région de la West Coast de l’Île du Sud de la Nouvelle-Zélande.

## Géographie
Elle s’écoule vers l’est à partir de sa source dans la chaîne de Paparoa (en) pour atteindre la rivière  Inangahua à 15 kilomètres au nord de la ville de Reefton.